# 최대섭
최대섭(1986년 9월 20일 ~ )은 대한민국의 전직 크레이지레이싱 카트라이더 프로게이머, e스포츠 지도자이다.

## 선수 시절
2005년, 코크플레이 카트라이더 1차리그에 참가하면서 커리어를 시작했다. 9위를 기록했다.
올림푸스 카트라이더 2차리그에 참가하여 9위를 기록했다. 이후 은퇴했다.

## 지도자 생활
2020년 12월 11일, 아프리카 프릭스의 감독으로 부임했다. 2021-1시즌 4위를 기록했다. 2021-2시즌 3위를 달성했다. 2021 수퍼컵 3위를 달성했다.
2022시즌을 앞두고 광동 프릭스와 재계약을 체결했다. 2022-1시즌 준우승을 달성했다. 2022-2시즌 준우승을 달성했다. 2022수퍼컵 준우승을 달성했다.
2023시즌을 앞두고 광동 프릭스와 재계약을 체결했다. 프리시즌1 우승을 달성했다. 프리시즌2 우승을 달성했다. 2023시즌 우승을 달성했다.
2024년 10월 12일, 팀이 해체되었다.

## 소속팀
| # | 팀명            | 직책 | 소속 기간               | 소속 리그 | 비고 |
| - | --------------- | ---- | ----------------------- | --------- | ---- |
| 1 | 아프리카 프릭스 | 감독 | 2020.12.11 ~ 2024.10.12 | KRL KDL   |      |

## 수상 내역

### 지도자
- 2021 신한은행 헤이영 카트라이더 리그 시즌 2 3위
- 2021 신한은행 헤이영 카트라이더 리그 수퍼컵 3위
- 2022 신한은행 헤이영 카트라이더 리그 시즌 1 준우승
- 2022 신한은행 헤이영 카트라이더 리그 시즌 2 준우승
- 2022 신한은행 쏠 카트라이더 리그 수퍼컵 준우승
- 카트라이더: 드리프트 리그 프리시즌 1 우승
- 카트라이더: 드리프트 리그 프리시즌 2 우승
- 2023 카트라이더: 드리프트 리그 우승